# Front Wyzwolenia Narodowego im. Farabunda Martíego
Front Wyzwolenia Narodowego im. Farabunda Martíego (hiszp. Frente Farabundo Martí de Liberación Nacional, FMLN) – lewicowa partia polityczna (od 1992) w Salwadorze wywodząca się z organizacji partyzanckiej o tej samej nazwie powstałej w 1980 roku.

## Sytuacja w Salwadorze przed powstaniem FMLN
Wojsko objęło rządy w Salwadorze już w 1931 roku. Jako pierwszy na czele junty stanął zwolennik faszystowskiego ustroju państwa Maximiliano Hernández Martínez. Hernández Martínez na początku swoich dyktatorskich rządów musiał zmierzyć się z rebelią chłopską pod wodzą Farabundo Martíego. Rebelia została brutalnie stłumiona a w wyniku represji po rozbiciu rebelii zginęło od 10 do 30 tysięcy osób. 
Rządy dyktatora oprócz wzmożonych represji charakteryzowały się również nieudolną i abstrakcyjną polityką rządu. Następcą dyktatora okazał się Salvador Castaneda Castro który w 1944 roku obalił niepopularnego Hernándeza w puczu. Castenada Castro kontynuował jednak politykę poprzednika którą przerwał pucz z 1948 roku. Władzę po 1948 roku objęła Rada Rządu Rewolucyjnego składająca się z postępowych elementów wojska. W 1950 roku uchwalono nową konstytucję i utworzono Rewolucyjną Partię Zjednoczenia Demokratycznego (Partido Revolucionario de Unificación Democrática, PRUD). Prezydentami z ramienia PRUD byli pułkownicy: Óscar Osorio (1950–1956) i José María Lemus (1956–1960). Zainicjowali oni szereg reform o charakterze socjaldemokratycznym. Plany społeczne rządów Osorio i Lemusa mogły odnieść sukces dzięki okresowi prosperity na rynku kawy i dzięki wprowadzeniu nowej dochodowej uprawy – bawełny. Ale pod koniec lat 50. ceny kawy spadły, kraj znalazł się w kryzysie i rząd Lemusa został obalony 26 października 1960 roku w wyniku kolejnego puczu wojskowego. Od władzy odsunięto kręgi lewicowe lat 1948–1960 zastępując je prawicowymi elementami wojska. Prawicowa junta zbliżyła kraj do Stanów Zjednoczonych i wprowadziła szereg niepopularnych reform które spowodowały protesty chłopskie. Brutalne rozbicie protestów doprowadziło pod koniec lat 60. do wybuchu walk partyzanckich. Rząd chcąc odzyskać popularność rozpoczął wojnę z Hondurasem, która jednak okazała się bezowocna i pogłębiła tylko kryzys państwa.  Junta swoją władzę oparła na wsparciu USA które rządzone przez Jimmy’ego Cartera przeznaczały 1,5 miliona dolarów dziennie na finansowanie reżimu. Ludność była terroryzowana przez wojsko, policję i prawicowe bojówki. W kraju szalały szwadrony śmierci. 40% ziem uprawnych należało do kilku bogatych rodzin. Większość obywateli żyła w skrajnej nędzy. Istniał oddolny ruch protestu, lecz wyrażanie własnej opinii równało się w tym czasie wyrokowi śmierci. Coraz większa część społeczeństwa zdawała sobie sprawę z panującej w kraju niesprawiedliwości.
W opozycji do junty znalazła się lewica i Kościół katolicki. Rząd podjął się represji skierowanych przeciwko duchownym. W 1977 roku z rąk służby bezpieczeństwa zginął ojciec Rutilio Grande znany z krytyki rządu. W tym samym roku najbardziej radykalne grupy junty promowały hasło „Bądź patriotą – zabij księdza”, oskarżanych o rzekome sprzyjanie komunistom. Wzmożone represje zradykalizowały lewicę. W kwietniu 1970 roku jedna z frakcji partii komunistycznej (PCS) przekształciła się w Ludowe Siły Wyzwoleńcze im. Farabundo Martí (FPL). W roku 1971 jedna ze studenckich organizacji młodzieżowych, „Grupa” (przodek Ludowej Armii Rewolucyjnej), porwała i zabiła przedsiębiorcę Ernesto Regalado Dueñasa, członka jednej z najsilniejszych rodzin plantatorskich w kraju. Armia Salwadoru stała na straży interesów wąskiej grupy społecznej wielkich posiadaczy ziemskich głównie plantatorów kawy. Oligarchia składająca się z 14 rodzin, do których należała większość ziemi uprawnej w Salwadorze była przeciwna jakimkolwiek reformom politycznym, społecznym i ekonomicznym. Dążąc do zachowania status quo oligarchia finansowała, a wojsko organizowało i wyposażało szwadrony śmierci. Na ich czele stanął były oficer wywiadu wojskowego przeszkolony w amerykańskich akademiach wojskowych i policyjnych oraz założyciel skrajnie prawicowej partii ARENA – major Roberto D’Aubuisson. Pozycja wojska na trwałe umocniła się w polityce tego małego kraju. Niemniej ważną rolę odgrywała bardzo wąska grupa najbogatszych obywateli Salwadoru pragnących zachowania uprzywilejowanej pozycji ekonomicznej i społecznej polegającej m.in. na utrzymaniu feudalnych stosunków na wsi.
W 1979, kiedy obalono kolejnego dyktatora generała Carlosa Humberto Romero, powołano pięcioosobową juntę wojskowo-cywilną w skład której wszedł lewicowy oficer mjr Adolfo Majano i opozycyjny przywódca partii socjaldemokratycznej Narodowy Ruch Rewolucyjny (MNR) – Manuel Ungo pojawiła się nadzieja na przeprowadzenie reform. Jednak szybko doszło do usunięcia Majano i Ungo ze składu junty, a grupy polityczne związane z zachowawczą częścią korpusu oficerskiego armii oraz oligarchią wzmogły prześladowania przeciwników politycznych i wszystkich podejrzewanych o nastroje opozycyjne. W związku z nasileniem terroru przez szwadrony śmierci na początku 1980 szczególnie po zabójstwie arcybiskupa Oscara Arnulfo Romero w marcu tego roku, różne ugrupowania opozycyjne postanowiły zjednoczyć swoje wysiłki w walce z reżimem. W kwietniu 1980 został powołany przez kilka partii centrowych i lewicowych (m.in. partię socjaldemokratyczną MNR) tzw. Front Demokratyczno-Rewolucyjny (FDR) stanowiący szeroką koalicję partii politycznych, organizacji młodzieżowych, kobiecych, zawodowych, rolniczych i związków zawodowych. Na czele FDR stanął przywódca socjaldemokratów Manuel Ungo. Z pięciu liderów FDR dwóch (Enrique Cordoba i Juan Chacón) zostało w niedługim czasie zamordowanych przez szwadrony śmierci. Front Demokratyczno-Rewolucyjny domagał się przeprowadzenia reformy rolnej, przestrzegania swobód obywatelskich i demokratyzacji życia politycznego.

## Historia

### Struktura FMLN
FMLN powstał w październiku 1980 w wyniku porozumienia czterech grup zbrojnej lewicy walczących z reżimem wojskowym w Salwadorze. Stanowiąc rodzaj koalicji FMLN łączył różne nurty umiarkowanej i radykalnej lewicy (guevaryści, komuniści, trockiści). FMLN stanowił skrzydło zbrojne politycznej reprezentacji centrolewicy skupionej we Froncie Demokratyczno-Rewolucyjnym (hiszp. Frente Democrático Revolucionario, FDR). W latach 1980–1989 na płaszczyźnie politycznej FMLN występował często pod wspólną nazwą FMLN-FDR. FMLN utworzyły następujące organizacje zbrojne lewicy: założone w 1970 roku Ludowe Siły Wyzwoleńcze im. Farabunda Martíego (hiszp. Fuerzas Populares de Liberación „Farabundo Martí”, FPL) – guevaryści ma czele z Salvadorem Cayetano Carpio; założone w 1975 roku Siły Zbrojne Oporu Narodowego (hiszp. Fuerzas Armadas de la Resistencia Nacional, FARN) – socjaliści, na czele z Ernesto Jovelem, założona w 1972 roku Ludowa Armia Rewolucyjna (hiszp. Ejército Revolucionario del Pueblo, ERP) – marksiści, na czele z Joaquínem Villalobosem i założona w 1930 roku Komunistyczna Partia Salwadoru (hiszp. Partido Comunista Salvadoreño, PCS) – promoskiewscy komuniści na czele Schafikiem Hanalem. w grudniu 1980 do FMLN dołączyła piąta organizacja: założona w 1976 roku Rewolucyjna Partia Robotnicza Ameryki Środkowej (hiszp. Partido Revolucionario de los Trabajadores Centroamericanos, PRTC) – trockiści, na czele z Fabio Castillo Figueroą.

### Wojna domowa w Salwadorze
W drugiej połowie 1980 zaostrzenie sytuacji politycznej doprowadziło do zjednoczenia czterech grup zbrojnej lewicy (FPL, FARN, ERP, PCS) mających swoje polityczne odpowiedniki we Froncie Demokratyczno-Rewolucyjnym i utworzenia 10 października 1980 FMLN. Pod koniec 1980 roku FMLN przystąpił do działań zbrojnych przeciwko armii salwadorskiej na terenie całego kraju. Siły partyzantów szacuje się w tamtym okresie na ponad 4 tys. słabo uzbrojonych, głównie w stare karabiny oraz nowocześniejszą broń zdobytą na przeciwniku bądź skradzioną z magazynów armii, a także otrzymaną od skorumpowanych oficerów wojska. Część uzbrojenia kupiono zagranicą od międzynarodowych handlarzy broni. W późniejszym okresie pomocy w zakresie dostaw broni i amunicji udzielili rządzący w Nikaragui sandiniści. W grudniu 1980 cztery obywatelki USA – trzy siostry zakonne i jedna pracownica świecka jadące z lotniska do stolicy kraju – San Salvador zostały porwane, zgwałcone i zamordowane przez pięciu nieumundurowanych członków Gwardii Narodowej, którzy byli jednocześnie członkami szwadronów śmierci. To zdarzenie spowodowało wstrzymanie amerykańskiej pomocy dla Salwadoru. Jednak ze względu na sukcesy militarne FMLN po trzech tygodniach pomoc wznowiono. W 1981 FMLN przeszedł do generalnej ofensywy atakując wiele miejscowości, jednak został powstrzymany przez oddziały rządowe zasilone doradcami i ogromnymi dostawami broni z USA. Rząd Salwadoru zagrożony upadkiem otrzymał wszechstronną pomoc od Stanów Zjednoczonych począwszy od wsparcia finansowego kończąc na kilkuset doradcach wojskowych często kierujących operacjami przeciwko partyzantom FMLN. Wielu z amerykańskich doradców było pilotami samolotów i śmigłowców dokonujących pacyfikacji rejonów ogarniętych aktywnością guerilli. Wbrew zapewnieniom Pentagonu liczba doradców przekraczała liczbę 60 a żołnierze amerykańscy nie tylko doradzali ale uczestniczyli bezpośrednio w walce. W batalionie Atlacatl który 11 grudnia 1981 w departamencie Morazán dokonał masakry ludności cywilnej służyło co najmniej 10 doradców amerykańskich.
W 1983 FMLN przeprowadził potężną ofensywę zakończoną sukcesem. W wyniku tej tzw. Styczniowej Ofensywy Rewolucyjnych Bohaterów zostało opanowanych 12 miast w prowincji Morazan. Na zajętych terenach FMLN wprowadzał własną administrację z szeroko rozbudowaną działalnością oświatową i medyczną.  Wiele z rządowych akcji przeciwpartyzanckich kończyło się masakrami cywilnej ludności. Najbardziej znanym takim przypadkiem jest masakra w El Mozote z grudnia 1981, której dokonała doborowa jednostka armii Salwadoru – Batalion Atlacatl (Batallón Atlacatl). Żołnierze zamordowali w tej miejscowości około 900 osób głównie starców, kobiety i dzieci. Oprócz dokonującej zbrodnie armii w dalszym ciągu w kraju szalał terror szwadronów śmierci likwidujących każdego podejrzanego o cień sympatii do FMLN. Ofiary często niemające nic wspólnego z partyzantami, a będące w jakiś sposób nastawione nieprzychylnie do rządu były porywane, torturowane i mordowane strzałem w tył głowy. Zwłoki okaleczano często odcinając kończyny i głowę a następnie porzucano przy drogach lub zostawiano w widocznych miejscach. W pobliżu stolicy większość zabitych ofiar szwadrony śmierci wyrzucały na wysypisko śmieci w El Playon. Wielu zabitych często nie miało w ogóle żadnego związku z jakąkolwiek działalnością polityczną a dokonywano na nich egzekucji dla siania strachu. Ulubionym celem szwadronów śmierci byli studenci, intelektualiści, nauczyciele, księża, działacze społeczni i związkowcy.
W 1984 w Salwadorze odbyły się wybory prezydenckie w których swoją kandydaturę zgłosił m.in. Roberto D’Aubuisson. Zwycięstwo odniósł kandydat Partii Chrześcijańsko-Demokratycznej (Partido Demócrata Cristiano de El Salvador, PDC) José Napoleón Duarte sprawując stanowisko prezydenta do 1989. Pomimo tego siły skrajnej prawicy skupione w partii ARENA pozostały bardzo silne mając duże wpływy w wojsku i policji oraz ciesząc się poparciem oligarchii. Przez cały okres lat 80. siły prawicowe w Salwadorze odrzucały możliwość porozumienia politycznego z FMLN dążąc do jego rozbicia na drodze militarnej. Pod koniec lat 80. siły FMLN liczyły ponad 8 tys. dobrze uzbrojonych partyzantów.
Wojna domowa w Salwadorze zakończyła się w 1992 podpisaniem porozumienia pokojowego w Nowym Jorku z grudnia 1991, na mocy którego FMLN przeistoczył się w legalną partię polityczną. Porozumienie przewidywało rozbrojenie partyzantów FMLN, redukcję sił zbrojnych, wolne wybory, przeprowadzenie reformy rolnej oraz generalną amnestię dla obydwu stron konfliktu.

### Rządy w Salwadorze (2009–2014)
28 września 2007 dziennikarz Mauricio Funes został oficjalnie wybrany kandydatem Frontu w wyborach prezydenckich w 2009 roku. W sondażach z marca 2008 miał 44% poparcia, co dawało mu niemal dwukrotną przewagę nad kandydatem ARENA, Rodrigiem Ávilą. W lutym 2009 nadal prowadził w sondażach o kilka punktów procentowych. W wyborach prezydenckich 15 marca 2009 Mauricio Funes zdobył 51,3% głosów poparcia, pokonując Rodrigo Ávilę. Zwycięstwo Funesa oznaczało koniec 18-letnich rządów prawicy, nieprzerwanie sprawującej władzę od czasu zakończenia wojny domowej w 1991. W czasie kampanii wyborczej Funes odrzucał krytykę o zamiarze przekształcenia kraju w państwo na wzór Wenezueli Hugo Cháveza i zapowiedział utrzymanie dobrych stosunków z USA. W swoim przemówieniu stwierdził, iż jego zwycięstwo jest zwycięstwem obywateli, którzy uwierzyli w nadzieję i domagają się zmian.
1 czerwca 2009 Mauricio Funes został zaprzysiężony na stanowisku prezydenta. W swoim przemówieniu inauguracyjnym zapowiedział szereg zmian i odbudowę narodu. W polityce wewnętrznej ogłosił „etyczną rewolucję”, zwrócenie większej uwagi na sprawy najbiedniejszych, uruchomienie szeregu programów socjalnych, rozwój budownictwa socjalnego (budowa 50 tysięcy budynków w miastach i na wsi), walkę z bezrobociem (stworzenie 100 tysięcy miejsc pracy), program wypłacania mikrokredytów przez Bank Narodowy oraz bezpłatną opiekę medyczną i szkolnictwo. W polityce zagranicznej zapowiedział zbliżenie z krajami Ameryki Łacińskiej, w tym z Boliwariańską Alternatywą dla Ameryki. W uroczystościach w Salwadorze uczestniczyło 20 przywódców latynoamerykańskich, m.in. prezydent Hugo Chávez, prezydent Luiz Inácio Lula da Silva, prezydent Michelle Bachelet, prezydent Rafael Correa, prezydent Evo Morales, prezydent Daniel Ortega, wiceprezydent Kuby Esteban Lazo, a także sekretarz stanu Hillary Clinton. Tego samego dnia prezydent Funes przywrócił po 50 latach stosunki dyplomatyczne z Kubą. Salwador do tego czasu był bowiem jedynym, obok Stanów Zjednoczonych, państwem zachodniej półkuli, które nie utrzymywało oficjalnych relacji z Kubą, po dojściu do władzy Fidela Castro w 1959. Rządy Frontu zakończyły się w 2014 roku, gdy do władzy powróciła prawica.